# Reprezentacja Islandii w futsalu mężczyzn
Reprezentacja Islandii w futsalu – zespół futsalowy, biorący udział w imieniu Islandii w meczach i sportowych imprezach międzynarodowych, powoływany przez selekcjonera, w którym mogą występować wyłącznie zawodnicy posiadający obywatelstwo islandzkie. Za jego funkcjonowanie odpowiedzialny jest Knattspyrnusamband Íslands.

## Udział w mistrzostwach Europy
- 2012 – Nie zakwalifikowała się
- 2014 – Nie zakwalifikowała się
- 2016 – Nie zakwalifikowała się
- 2018 – Nie zakwalifikowała się